# Aldo Vallone

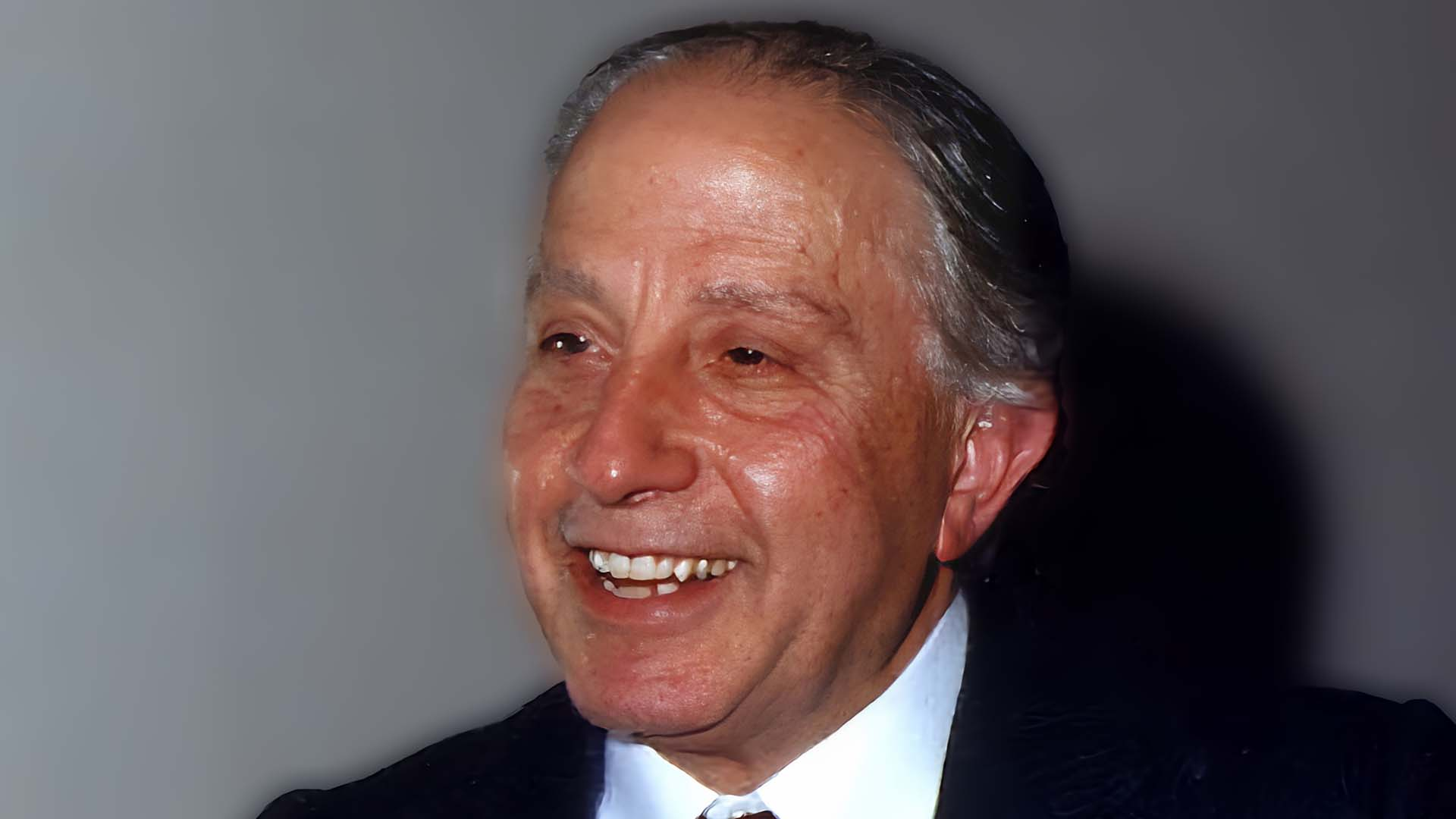
Aldo Vallone

Aldo Vallone  (* 1. November 1916 in Galatina; † 23. Juni 2002 ebenda) war ein italienischer Romanist, Italianist und Danteforscher.

## Leben und Werk
Vallone studierte in Florenz bei Giovanni Papini, Giorgio Pasquali und Guido Mazzoni, dann in Turin bei Francesco Pastonchi und Arturo Farinelli (Abschluss 1940). Er war zuerst Gymnasiallehrer und Ministerialbeamter. Ab 1956 lehrte er an der Universität Lecce, ab 1967 als Professor an der Universität Bari, schließlich von 1972 bis zu seiner Emeritierung an der Universität Neapel. Er war langjähriger Herausgeber (mit Bruno Nardi, 1884–1968) der Zeitschrift L'Alighieri. Rassegna bibliografica dantesca.

## Werke

### Dante
- (Hrsg.) Dante, La Vita nuova, Rom 1954
- Studi su Dante medievale, Florenz 1964
- Dante, Mailand 1971, 1981
- Lettura interna delle «Rime» di Dante, Rom 1972
- Storia della critica dantesca dal XIV al XX secolo, 2 Bde., Mailand 1981
- (Hrsg. mit L. Scorrano) Dante, La Divina Commedia,  4 Bd., Neapel 1985–1988
- Profili e problemi del dantismo otto-novecentesco, Neapel 1985
- Antidantismo politico e dantismo letterario, Rom 1988
- Cultura e memoria in Dante, Neapel 1988
- Strutture e modulazioni nella «Divina Commedia», Florenz 1990
- Percorsi danteschi, Florenz 1991
- Percorsi medievali e cultura dantesca, Neapel 1994